# Hradčany (Přerovi járás)
Hradčany település Csehországban, Přerovi járásban. Hradčany Šišma, Čechy, Nahošovice, Podolí, Pavlovice u Přerova, Domaželice és Dřevohostice településekkel határos. Lakosainak száma 328 fő (2024. január 1.).

## Népesség
A település lakosságának változását az alábbi diagram mutatja:
| Lakosok száma | 284  | 329  | 374  | 327  | 281  | 255  | 290  | 304  | 316  | 328  |
|               | 1869 | 1890 | 1921 | 1950 | 1980 | 2001 | 2017 | 2019 | 2022 | 2024 |